# Spelaeoecia capax
Spelaeoecia capax är en kräftdjursart som beskrevs av Louis S. Kornicker 1990. Spelaeoecia capax ingår i släktet Spelaeoecia och familjen Thaumatocyprididae. Inga underarter finns listade i Catalogue of Life.